# Юлин, Михаил Иванович
Михаи́л Ива́нович Ю́лин (30 сентября 1895 года, Орск — 6 декабря 1941 года, Красногорск, Московская область) — командир 277 Орского стрелкового полка (1919), затем комбриг 1-й[что?], начдив 49-й[что?], работал в наркомате иностранных дел (Китай, Иран), затем в органах милиции Средней Азии. Подвергся репрессиям, но был оправдан.

## Биография
Михаил Иванович Юлин родился 30 сентября 1895 года в Орске; из мещан. Он — участник первой мировой, гражданской и Отечественной войн.
- 1913 — окончил Орсков высшее начальное училище;
  - работал почтово-телеграфным работником;
- 1916 — окончил Чистопольскую школу прапорщиков,
- 1919 — командир 277 Орского стрелкового полка, участвовавшего в бою на реке Салмыш (Восточный фронт).
  - 1919-1920 — комбриг 1-й[что?]; затем — начдив 49-й[что?];
- С 1930 — кадровый военный, работник НКВД.
  - работал в наркомате иностранных дел (Китай, Иран);
  - затем — в органах милиции Средней Азии.
- Подвергался репрессиям;
  - затем был оправдан.
- 1941 — добровольно ушел на фронт в звании капитана;
  - в декабре этого же года погиб, защищая Москву (Красногорск, Московская область); похоронен у Волоколамского шоссе, на кладбище села Рождествено Истринского района[1].

### Награды
- 1922 — был награждён орденом Красного Знамени[2] за боевые действия в районе Оренбурга и Актюбинска.

### Память
В Орске именем Юлина названа улица.